# Scoliocentra alpina
Scoliocentra alpina – gatunek muchówki z rodziny błotniszkowatych i podrodziny Heleomyzinae.
Gatunek ten opisany został w 1862 roku przez F. Hermanna Loewa jako Blepharoptera alpina.
Muchówka o ciele długości od 3,25 do 4 mm. Na głowie ma 2 lub 3 pary wewnętrznych szczecinek ciemieniowych. Tułów jej cechuje się obecnością szczecinek na propleurach, kilkoma szczecinkami na przedpiersiu, jedną parą szczecinek sternopleuralnych i mezopleurami nagimi w tylnej części przedszwowej. Użyłkowanie skrzydła odznacza się nieprzyciemnionymi przednimi i tylnymi żyłkami poprzecznymi. Tylna para odnóży samca ma pierwszy człon stóp dłuższy niż drugi.
Owad znany z Niemiec, Szwajcarii, Austrii, Serbii, Kaukazu i Azji Środkowej.